# 薩赫尼夫齊 (舍佩蒂夫卡區)
49°58′17″N 26°51′13″E / 49.97139°N 26.85361°E
薩赫尼夫齊（烏克蘭語：Сахнівці），是烏克蘭西部的村莊，隸屬赫梅利尼茨基州的舍佩蒂夫卡區。該村面積1.08平方公里，海拔高度273米，2001年人口366，人口密度每平方公里339.5人。